# Sara Tomko

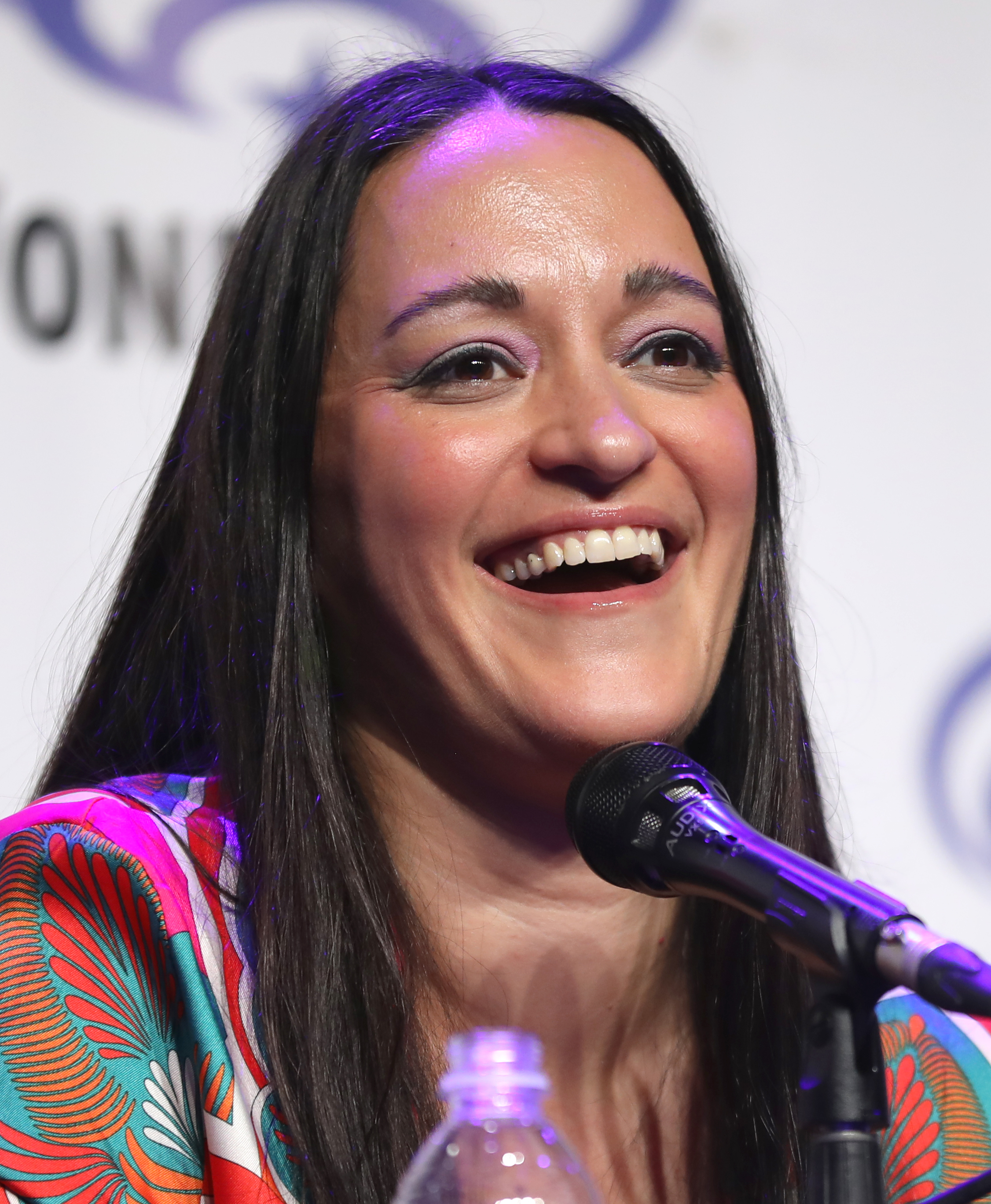
Sara Tomko (2024)

Sara Jeanette Tomko (* 19. Oktober 1983 in Dayton, Ohio) ist eine US-amerikanische Schauspielerin und Filmproduzentin. Sie lebt in Los Angeles und ist seit 2021 mit dem Regisseur Theodore J. Pederson verheiratet.

## Karriere
Nachdem Sara Tomko an der James Madison University in Harrisonburg in Virginia Musicaltheater studiert hatte, begann sie ihre Schauspielkarriere im Jahr 2008. Daneben hat sie auch ein paar Filme produziert bzw. ko-produziert. Größere Bekanntheit erlangte sie jedoch erst 2021 durch ihre Rolle als Asta Twelvetrees in der Science-Fiction-Serie Resident Alien.

## Filmografie (Auswahl)

### Filme
- 2008: Die Reise zum Mittelpunkt der Erde 2[3]
- 2008: 2012: Doomsday[4]
- 2009: Family of Four[3]
- 2009: The Terminators[3]
- 2012: Memory Effect[5]
- 2015: 400 Days[3]
- 2018: Girls! Girls! Girls! Or: As Tammy Withers Away[1]
- 2022: Suicide for Beginners[6]

### Serien
- Sneaky Pete[2]
- Heartbeat[1]
- The Leftovers[7]
- S.W.A.T.[3]
- Once Upon a Time – Es war einmal …[8]
- Resident Alien[9]